# Deep Calleth Upon Deep
Deep Calleth Upon Deep è il nono album in studio del gruppo musicale black metal norvegese Satyricon, pubblicato il 22 settembre 2017 dalla Napalm Records.

## Tracce
1. Midnight Serpent - 6:21
2. Blood Cracks Open The Ground - 4:53
3. To Your Brethren In The Dark - 6:08
4. Deep Calleth Upon Deep - 4:37
5. The Ghost Of Rome - 4:27
6. Dissonant - 4:14
7. Black Wings And Withering Gloom - 7:11
8. Burial Rite - 5:43

## Musicisti
- Satyr - chitarra, voce, basso, tastiere
- Frost - batteria